# Zitadelle von Dinant

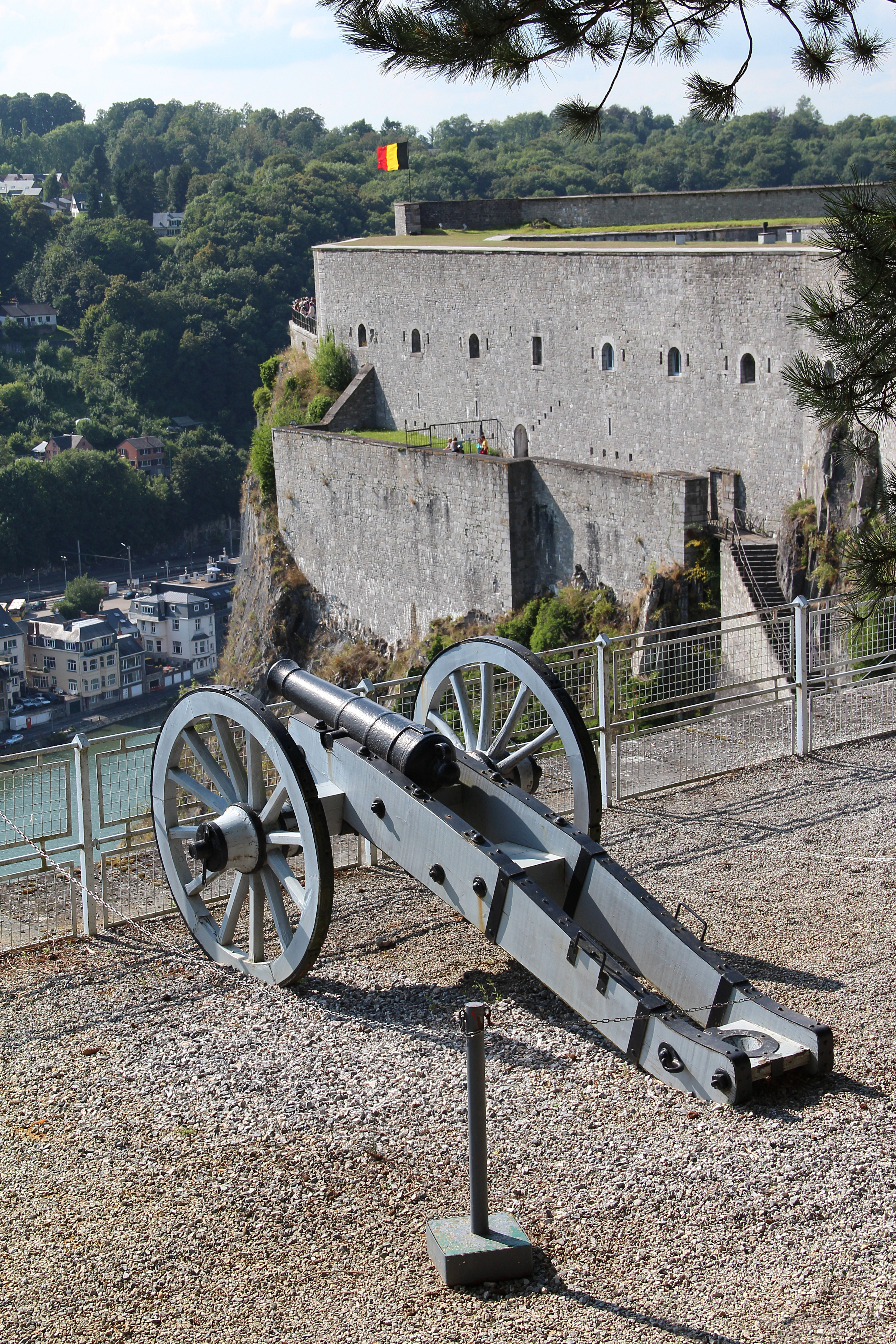
Blick auf einen Teil der Festungsmauer

Die Zitadelle von Dinant ist eine auf einem hohen Felsen an der Maas angelegte Burg, die unter dem Fürstbischof von Lüttich, Théoduin entstand. Zu Beginn des 19. Jahrhunderts wurde sie als Festung für Verteidigungs- und Schutzaufgaben umfangreich ausgebaut. Ihre Einzelanlagen sind zum Ende des 20. Jahrhunderts rekonstruiert worden und dienen als Museum.
Zusammen mit den Zitadellen  von Huy und Namur ist die Festung Dinant Teil der so genannten Maas Zitadellen.

## Lage
Im Zentrum der Stadt Dinant gelegen, bietet die Zitadelle einen imposanten Blick auf die belgische Stadt und die sie durchfließende Maas. Der Höhenunterschied von rund 100 Metern wird mittels einer 1956 eröffneten Drahtseilbahn überwunden.  Nach dem Ende des Zweiten Weltkriegs wandelte die Stadtverwaltung die Festung in ein Museum um. Einige Räume blieben jedoch der militärischen Nutzung vorbehalten, in denen sich eine Ausbildungsstätte für 400 belgische Kadetten befindet.

## Geschichte

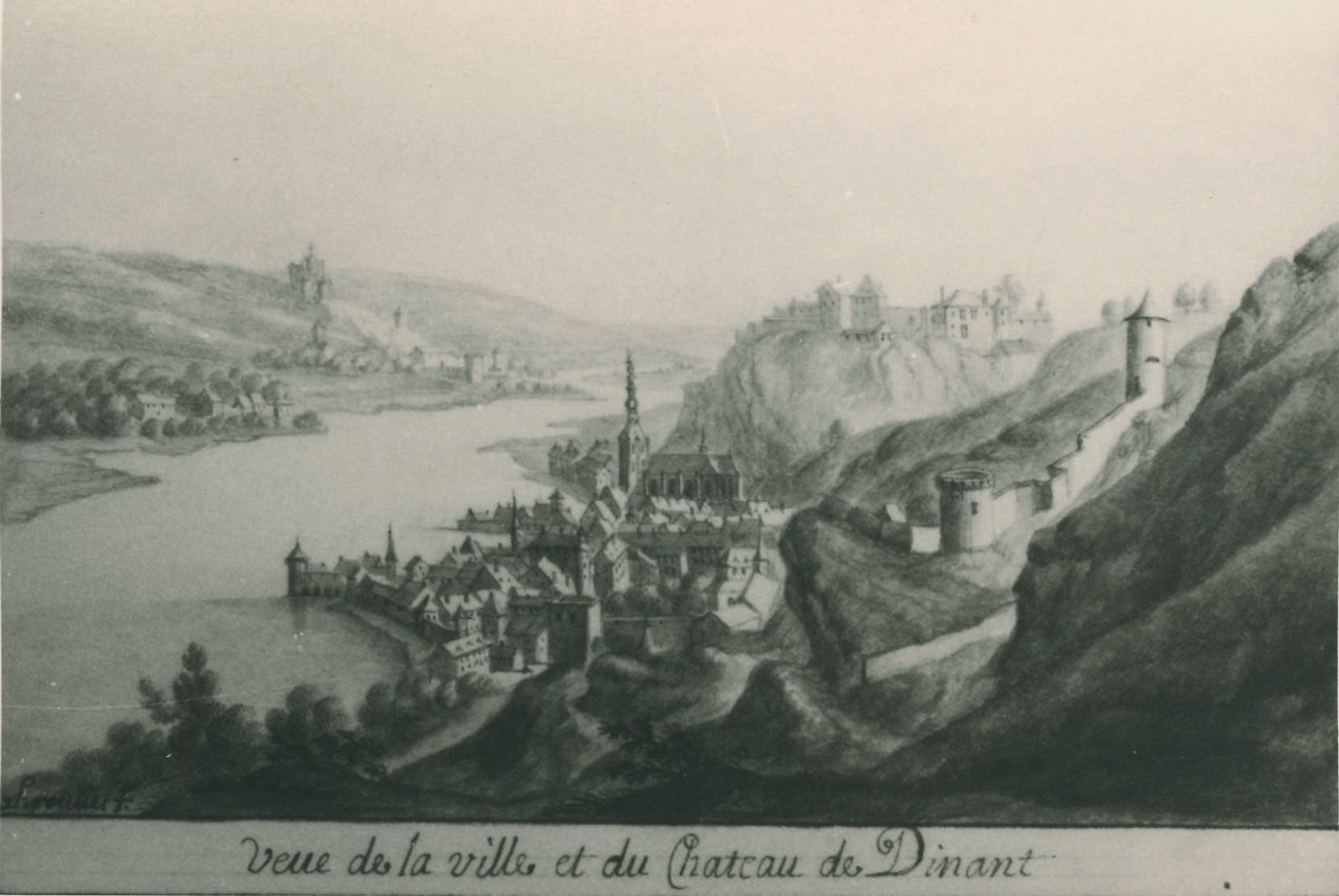
Auf der rechten Seite der undatierten Zeichnung ist die Burg- bzw. Schlossanlage über der Stadt zu sehen.

Anstelle der Festung stand eine in den Jahren 1041 bis 1050 errichtete Burg, die im 15. Jahrhundert von Bourgognischen Truppen weitestgehend zerstört wurde. Im Jahr 1523 begannen die Einwohner von Dinant auf Veranlassung des Lütticher Bischofs den Wiederaufbau. Ende des 17. Jahrhunderts plünderten französische Einheiten vor ihrem Abzug aus der Stadt wiederum die Anlage. Stadt und Umgebung fielen auf Grund des Wiener Kongresses nach Napoleons Niederlage 1815 an die Niederlande.
In der Folge wurde der Platz für eine Verteidigungsanlage bestimmt. Die Holländer errichteten 1818 bis 1821 feste dicke Mauern zur Flussseite und zur Landseite hin. Im Inneren entstand ein Höhlensystem mit einzelnen Räumen, in denen die Besatzer wohnten und arbeiteten. Außerdem wurden ein Graben ausgehoben und eine Zugbrücke eingebaut. Im Jahr 1830 gelangte die komplette Anlage kampflos an belgische Partisanen. Mit der Gründung des belgischen Staates fiel Dinant mit seiner Festung in dessen Hoheitsgebiet. Die Verwaltung entmilitarisierte 1868 offiziell die Zitadelle und versteigerte sie öffentlich. Die Festungsräume dienten anschließend zur Lagerung archäologischer Artefakte aus der Geschichte der Stadt und der Umgebung.
Belgien war im Ersten Weltkrieg lediglich Durchzugsgebiet der kaiserlichen deutschen Truppen auf dem Marsch gegen Frankreich. Unter der Anschuldigung von Partisanenaktivitäten durch Franctireurs griffen deutsche Divisionen im August 1914 Dinant an, wobei fast siebenhundert Zivilisten und hunderte französische Besatzer getötet und etwa drei Viertel aller Wohnhäuser zerstört wurden. Die hoch über der Maas gelegene Festung wurde von den Deutschen erobert und besetzt, wobei etwa 70 Angehörige des französischen und deutschen Heeres starben. Ein mitziehender Kriegsberichtreporter hielt seine Eindrücke von der Festung und den dort bereits vorhandenen Sammlungen im Jahr 1914 in mehreren Zeichnungen fest.
Anders verhielt es sich im Zweiten Weltkrieg. Bei den Angriffskämpfen der deutschen Wehrmacht gegen Frankreich erreichte die 7. Panzer-Division von Erwin Rommel 1940 das rechte östliche Ufer der Maas im Ort Dinant. Die Verteidiger hatten die große Brücke in Höhe der Kirche Notre Dame zuvor, am 12. Mai 1940 gesprengt, um den Flussübergang zu vereiteln. Auf der Festung hatten sich französische Einheiten verschanzt und auch an verschiedenen Stellen schwere Geschütze positioniert, mit denen nach Ankunft der deutschen Truppen geschossen wurde. Sie räumten die Anlage dann jedoch.
Bei den Rückzugsbewegungen der deutschen Angreifer, im Jahr 1944, bombardierten englische und amerikanische Flugzeuge die Festung und die Stadt, ein Teil der Wohnhäuser brannte nieder. Ein Bombentreffer nahe einem zuvor von der Yser in die Festung verlegten Bunker führte dazu, dass dieser am Hang einseitig abrutschte und in eine ziemliche Schieflage geriet, eine komplette Neigung von mehr als 20 Grad war die Folge.

## Die Festung als Museum

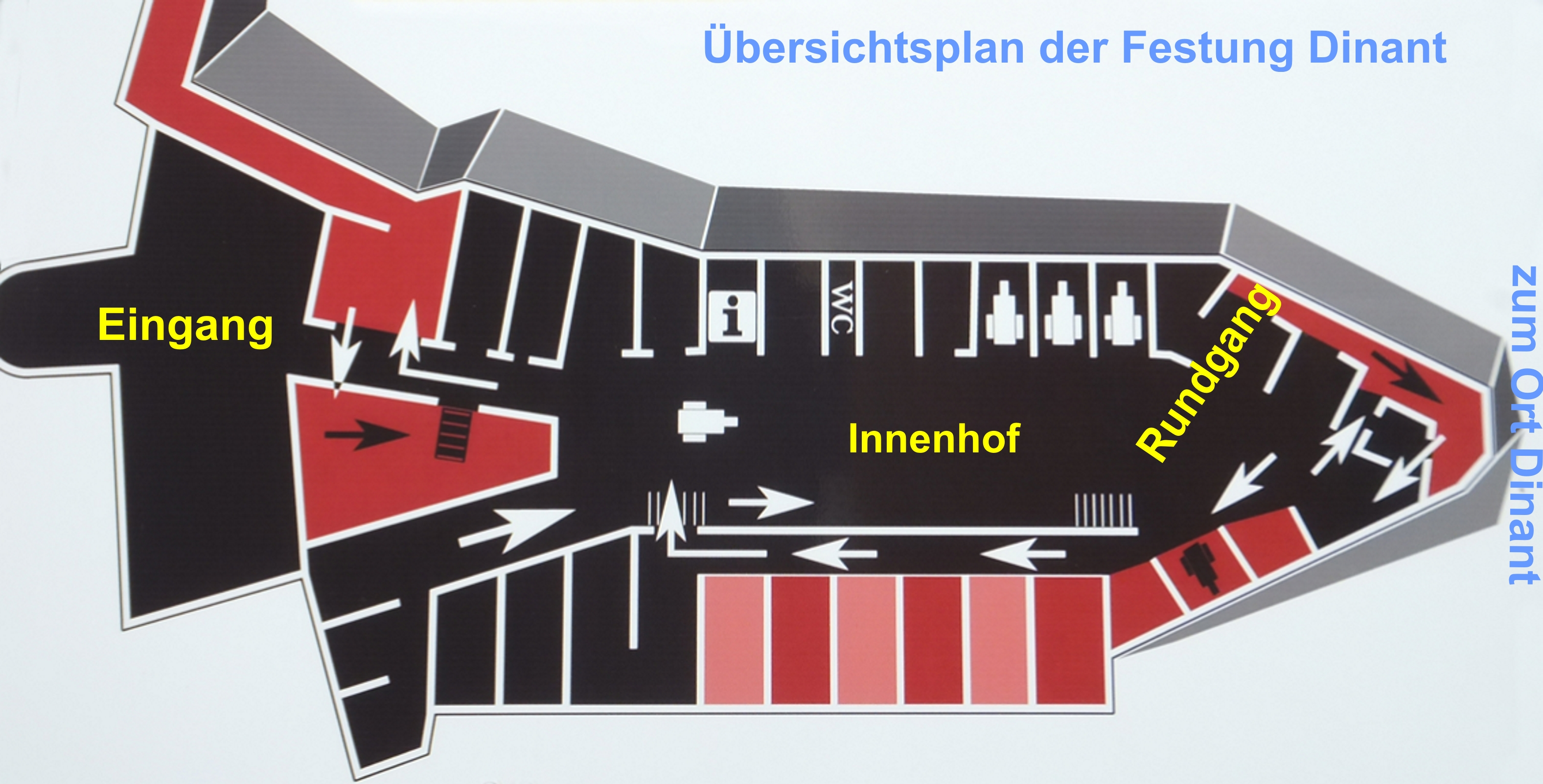
Übersichtsplan des Festungs-Museums

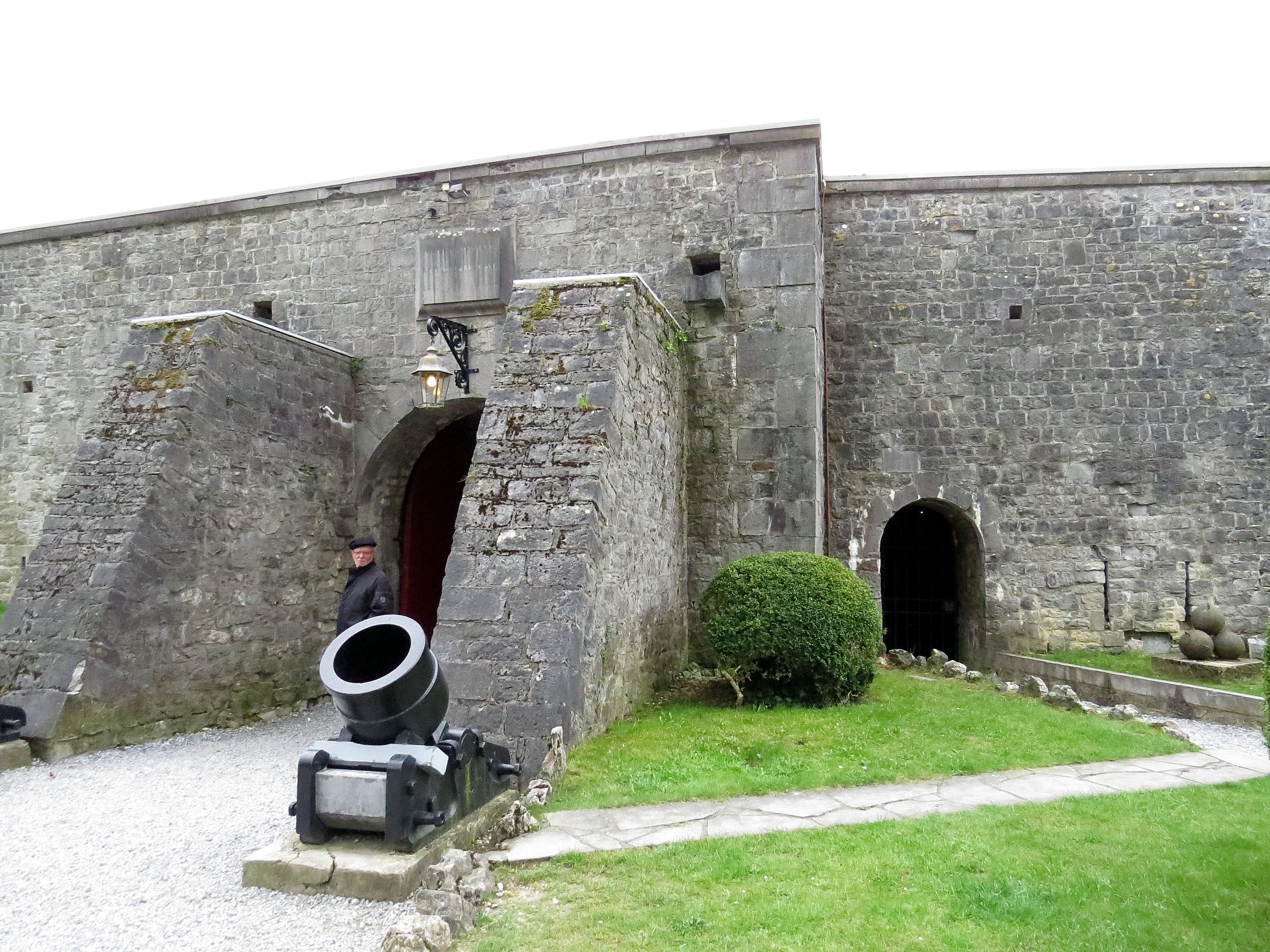
Mörser

Vor dem Eingang in den Hof der Anlage stehen zwei historische Mörser, der nach Mittelalterart gepflasterte Innenhof zeigt in der Mitte einige wuchtige Schießmaschinen, in die Mauern sind Geschäfte eingearbeitet und auf der gegenüberliegenden Seite befindet sich ein Ausstellungsraum der hier stationierten belgischen Einheit mit ausgewählten historischen Ausrüstungsgegenständen.
In den verschiedenen Räumen sind neben Exponaten im direkten Zusammenhang mit der Festung auch Szenen aus der Stadthistorie dargestellt. Zu sehen sind (Auswahl):
- die Große Galerie: ein langer Gang, von dem beiderseits Schießscharten durch die mindestens zwei Meter dicken Mauern abgehen, in denen auch Kanonen aufgestellt sind,
- die Pulverkammer mit drei dahinter liegenden Sälen, die je ein einschneidendes Ereignis der Zitadelle behandeln (Stadtbelagerung, Vernichtung der Burg unter Ludwig XIV., Kampfplatz im Ersten Weltkrieg); für die Besucher liegen Zeittafeln aus,

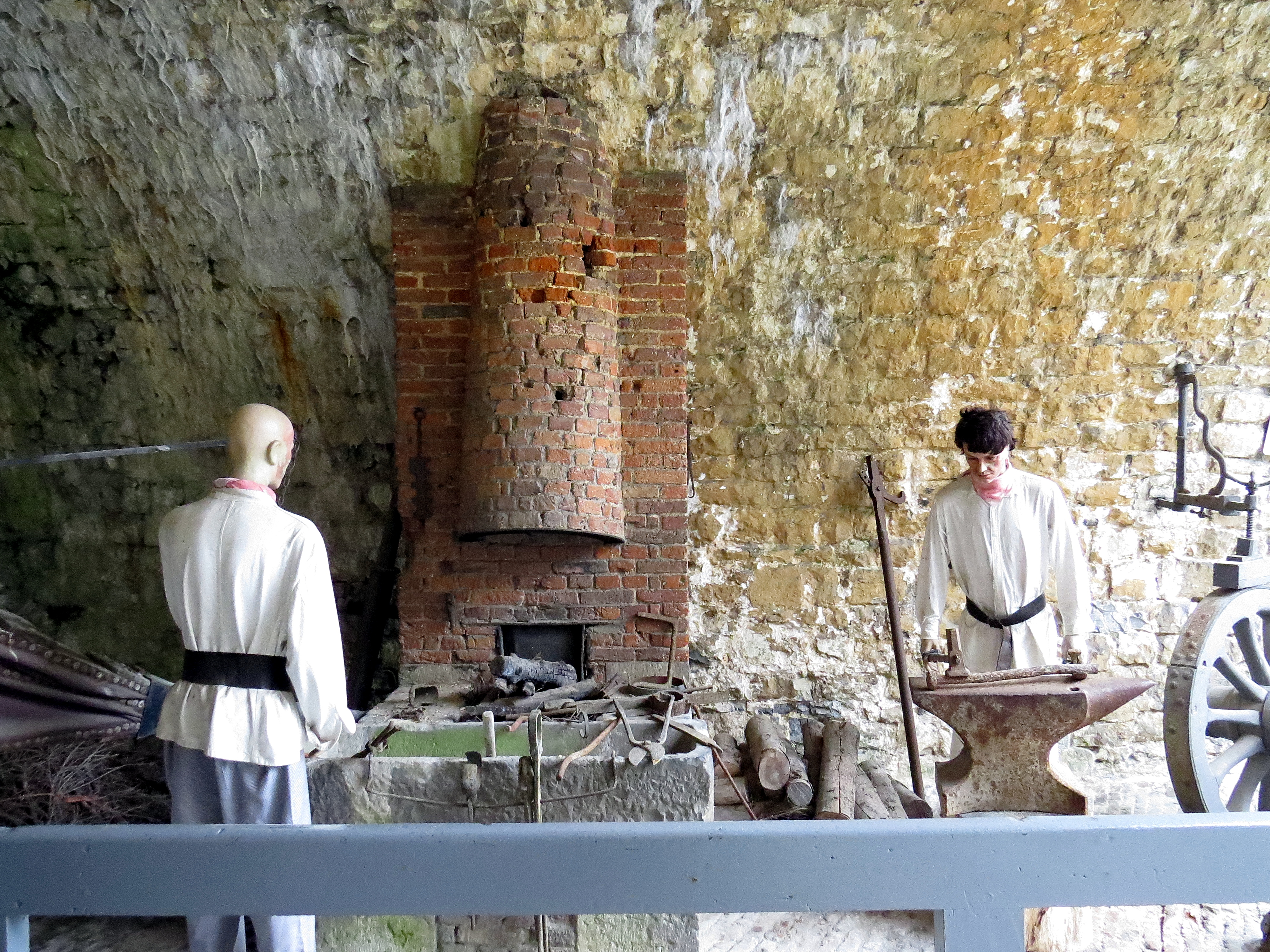
Schmiede

- drei Raumzellen, in denen eine Schmiede, eine Küche und eine Bäckerei aus dem frühen 19. Jahrhundert nachgebildet sind, die es auf der Festung gab,
- ein Raum zur Geschichte der Maas-Brücke: Gründungspfähle der allerersten Holzbrücke sind zu sehen, die im Jahr 1080 von den Mönchen von Maulsort über den Fluss geschlagen wurde. Als 1952 die moderne Steinbrücke entstand, fanden die Arbeiter diese Gründungspfähle, die nach Konservierung in der Festung ihren Platz erhielten. Durch die Lagerung im Schlamm unter Wasser sind sie gut erhalten. Dazu ist ein Brückenmodell angefertigt worden.
- ein Raum mit einer Kutsche aus dem 17. Jahrhundert, die von der Marquise de Maintenon bei ihrem Besuch in Dinant benutzt wurde. Die Marquise war die heimliche Gemahlin des „Sonnenkönigs“ Ludwig XIV.
- Waffenkammer mit Kürassierrüstungen, Säbeln, Bajonette, Schusswaffen,
- ein mit Schützengräben und Kampfgeräuschen realistisch gestalteter Gefechtsstand aus dem Ersten Weltkrieg unter Sternenhimmel,

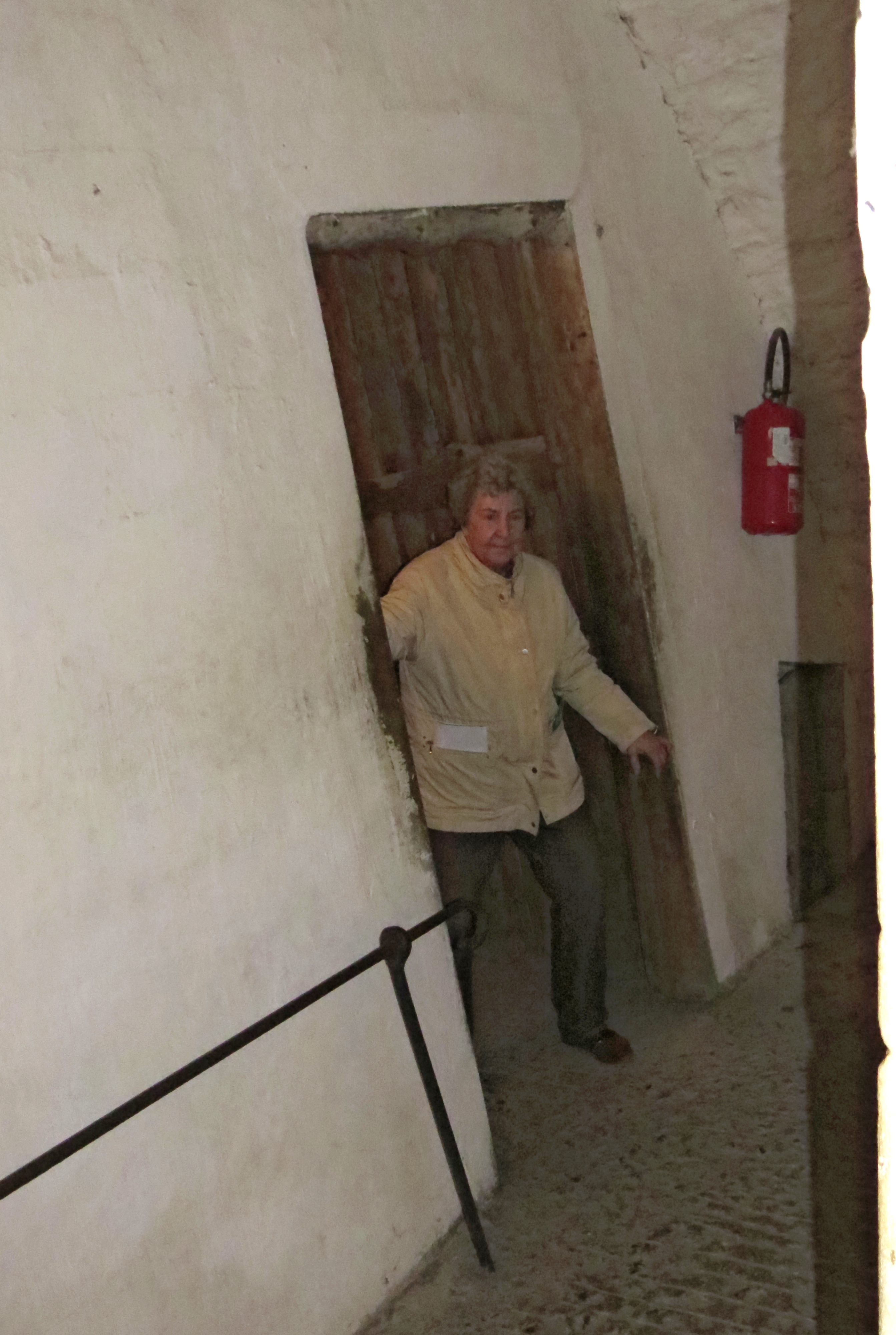
Der Bunkerraum wird verlassen.

- der schräg im Fels liegende Bunkerraum – nur die senkrecht hängenden Lampen geben eine Orientierungshilfe und jeder Museumsbesucher kämpft gegen die Schieflage, die eine Durchquerung zu einem beeindruckenden Erlebnis macht.

Schließlich werden weitere Räumlichkeiten in der Festung auch für zeitlich befristete Aktionen genutzt, darunter eine Sandskulpturenausstellung im Jahr 2008.